# 聖冠傳說
《聖冠傳説》是一部2001年的匈牙利歷史劇情片，由匈牙利政府出資拍攝，慶祝立國一千年。影片背景設置於11世紀的阿帕德王朝，講述了拉斯洛一世、蓋薩一世和他們的堂兄弟所羅門等匈牙利歷史人物的故事。義大利演員法蘭高·尼路也於此片中演出。
影片參考了大量歷史資料，比如《拉斯洛王行傳》顯然就是電影的主要參考來源，這本行傳明確記載了莫耀羅戰役時期所發生的歷史事件以及因戰役產生的後續影響，此片也以同樣的方式來描述拉斯洛王的英雄事蹟。

## 劇情概述
影片講述匈牙利開國國王伊斯特芬去世後，繼任者登基與其後王位爭奪的紛擾世局：殺戮征戰、爾虞我詐的政治謀略、亂世之中的兒女情長... 匈牙利最後終成歐陸舉足輕重的統一王國。

## 主要角色
- 歐柏法蘭克·帕爾（匈牙利语：Oberfrank Pál） 飾 蓋薩一世
- 沙凡·阿提拉（匈牙利语：Szarvas Attila） 飾 拉斯洛一世
- 賀凱·彼得（匈牙利语：Horkay Péter） 飾 所羅門王
- 法蘭高·尼路 飾 吉拉·薩哥雷多（英语：Gerard Sagredo）

## 外部連結
- 互联网电影数据库（IMDb）上《聖冠傳説》的资料（英文）
- AllMovie上《聖冠傳説》的资料（英文）
- 陳岱藶 聖冠傳說 觀賞心得 （页面存档备份，存于） （繁體中文）